# 데스매치 클래식
《데스매치 클래식》(영어: Death Match Classic)은 밸브 코퍼레이션에서 그들의 게임인 하프라이프를 원작으로 개발한 1인칭 슈팅 게임이다.

## 데스매치 클래식이 만들어진 계기
데스매치 클래식은 최초의 FPS인 '울펜슈타인 3D'와 '둠1,2' 가 만들어진것을
기념으로 밸브 코퍼레이션에서 제작한 게임이다.
그래서 총을 잡는 모습이 왼쪽 또는 오른쪽으로 보이지만
데스매치 클래식에서는 총이 중앙으로 총을 잡는다.

## 기본 규칙
데스매치모드로, 한 라운드가 끝날때까지 가장 많은 적을 잡은 사람이 승리하는 모드이다.